# Ceylonsvala
Ceylonsvala (Cecropis hyperythra) är en fågel i familjen svalor inom ordningen tättingar. Den är nära släkt med rostgumpsvalan och behandlas av vissa som underart till denna.

## Utseende
Ceylonsvalan är en 13–14 cm lång svala, i mycket lik rostgumpsvalan som den tidigare ansågs vara en del av. Liksom denna har den glänsande blåsvart ovansida och svarta undre stjärttäckare. Övergump och undersida är dock djupare och ostreckat kastanjefärgad och
de förlängda yttre stjärtpennorna är kortare.

## Utbredning och systematik
Arten återfinns i Sri Lanka. Tidigare behandlades den som underart till rostgumpsvala och vissa gör det fortfarande.

### Släktestillhörighet
Ceylonsvala placerades tidigare tillsammans med exempelvis ladusvalan i släktet Hirundo, men genetiska studier visar att den tillhör en grupp som står närmare hussvalorna i Delichon. De har därför lyfts ut till ett eget släkte, Cecropis.

## Status och hot
Arten har ett stort utbredningsområde och en stabil populationsutveckling. Den tros heller inte vara utsatt för något substantiellt hot. Utifrån dessa kriterier kategoriserar internationella naturvårdsunionen IUCN arten som livskraftig (LC).